# Anhalt-Harzgerode
El comtat o principat d'Anhalt-Harzgerode fou un principat del Sacre Imperi Romanogermànic.
Fou creat el 1653 per divisió d'Anhalt-Bernburg quan Cristià II de Bernburg es va repartir el territori amb el seu germà Frederic, que va rebre Harzgerode. Frederic va transmetre el comtat/principat al seu fill Guillem Lluís però a la mort d'aquest el 1709 la branca es va extingir i va retornar a Anhalt-Bernburg.

## Prínceps d'Anhalt-Harzgerode
- Frederic 1635–1670
- Guillem Lluís 1670–1709